# Агдере
Агдере́  (азерб. Ağdərə), в советское время — Мардаке́рт (азерб. Мардакерт, арм. Մարդակերտ), ранее — Агдара, — город в Азербайджане, административный центр Агдеринского района Азербайджана.
18 сентября 2024 Президент Азербайджана Ильхам Алиев учредил 20 сентября как День городов Ханкенди, Ходжалы, Ходжавенд и Агдере и постановил ежегодно торжественно отмечать его.

## История
Согласно местной армянской легенде в одном селе жили смелые и бесстрашные люди, которые в случае угрозы Карабаху все как один поднимались на его защиту. Отсюда село получило название «Мартакерт» — село отважных людей.
Поселение располагается на территории, исторически входившей в состав меликства Джраберда, одного из пяти армянских меликств Карабаха.

### Период Азербайджанской ССР
На 1 января 1977 года был центром Мардакертского района Нагорно-Карабахской автономной области (НКАО) Азербайджанской ССР.
29 января 1960 года Мардакерт получил статус посёлка городского типа, в 1985 году — статус города. 
В 1981 году здесь имелись три средние школы, профессиональный техникум, винный завод, два дворца культуры, комбинат бытового обслуживания, комбинат местной промышленности и производства, инкубаторно-птицеводческая станция, кинотеатр, центральная районная больница.

### Карабахский конфликт
2 сентября 1991 года на совместной сессии Нагорно-Карабахского областного и Шаумяновского районного Советов народных депутатов была принята Декларация о провозглашении Нагорно-Карабахской Республики в границах Нагорно-Карабахской автономной области (НКАО) и сопредельного Шаумяновского района Азербайджанской ССР. 
В ответ 26 ноября 1991 года Верховный Совет Азербайджана принял закон «Об упразднении Нагорно-Карабахской автономной области Азербайджанской Республики». Согласно закону, среди прочего, город Мардакерт был переименован в Агдере, а Мардакертский район был переименован в Агдеринский район, и  включён в число районов республиканского подчинения.
В ходе Первой карабахской войны за эту территорию развернулись ожесточенные бои. 4 июля 1992 года азербайджанские войска восстановили контроль над Агдере в ходе летнего наступления и контролировали его почти год. В это время город подвергся сильным разрушениям азербайджанскими войсками[страница не указана 312 дней].
Решением парламента Азербайджана от 13 октября 1992 года Агдеринский район был упразднён. Город Агдере был включён в состав Тертерского района.
27 июня (по другим данным 7 июля) 1993 года город был занят армянскими вооружёнными формированиями и таким образом попал под контроль непризнанной Нагорно-Карабахсмкой Республики (НКР). В ходе конфликта город серьёзно пострадал. 
Согласно административно-территориальному делению непризнанной НКР город именовался в форме Мартакерт (арм. Մարտակերտ), отличной от советской формы Мардакерт и был центром Мартакертского района НКР.
В результате Трёхстороннего заявления в ночь с 9 на 10 ноября 2020 года, подписанного по итогам 44-дневной войны, город перешёл под контроль российских миротворческих сил.
19 сентября 2023 года Азербайджан начал боевую операцию в Нагорном Карабахе. На следующий день стороны договорились о прекращении огня на условиях Баку. Под контролем российских миротворцев началось разоружение армянских формирований. Вечером 24 сентября последние жители покинули город, а сам он, как стало известно на следующий день, вернулся под контроль Азербайджана.
15 октября 2023 года город посетил Президент Азербайджана Ильхам Алиев и поднял государственный флаг республики на центральной площади города.
Законом Азербайджанской Республики от 5 декабря 2023 года Агдеринский район был восстановлен. Город Агдере вновь стал его административным центром.

### Современный период
18 сентября 2024 учреждён День города, который будет отмечаться ежегодно 20 сентября.

## Население
Согласно «Кавказскому календарю» на 1912 год, население села Агдара составляло 2644 чел., в основном армян. Кавказский календарь на 1916 год даёт оценку населения в 2155 чел., так же в основном армян.
Согласно Всесоюзной переписи населения СССР 1989 года в Мардакерте проживало 8325 человек.
Национальный состав
| Год переписи  | 1939          | 1970           | 1979           | 2005           |
| армяне        | 3340 (89,8 %) | ↗5472 (96,3 %) | ↗6264 (93,6 %) | ↘4258 (99,9 %) |
| азербайджанцы | 248 (6,7 %)   | ↘135 (2,4 %)   | ↗349 (5,2 %)   | —              |
| русские       | 105 (2,8 %)   | ↘44 (0,8 %)    | ↘41 (0,6 %)    | —              |
| украинцы      | 11 (0,3 %)    | ↘9 (0,2 %)     | ↘5 (0,1 %)     | —              |
| другие        | 17 (0,5 %)    | 23 (0,4 %)     | 31 (0,5 %)     | 4 (0,1 %)      |
| всего         | 3721 (100 %)  | 5683 (100 %)   | 6690 (100 %)   | 4262 (100 %)   |

## Экономика
28 июня 2010 года в городе при участии президента непризнанной НКР Бако Саакяна запущен завод безалкогольных напитков «Арзи груп».

## Восстановление после войны
Планируется строительство 190 жилых домов.

## Экология
В декабре 2024 года выделен участок размером 10 гектар для создания полигона для безопасных твердых отходов.

## Климат
| Показатель              | Янв. | Фев. | Март | Апр. | Май  | Июнь | Июль | Авг. | Сен. | Окт. | Нояб. | Дек. | Год  |
| ----------------------- | ---- | ---- | ---- | ---- | ---- | ---- | ---- | ---- | ---- | ---- | ----- | ---- | ---- |
| Средняя температура, °C | 3,1  | 3,9  | 7,3  | 13,4 | 18,4 | 23   | 26   | 25,7 | 21   | 14,9 | 8,9   | 5    | 14,2 |
| Источник:               |      |      |      |      |      |      |      |      |      |      |       |      |      |

## Достопримечательности
В городе находится церковь Св. Ованеса Мкртича, построенная в 1881 году и отреставрированная в 2003 году.

## Галерея
- Вид на город Агдере. 2002 год
- Церковь в Агдере
- Трибуны стадиона в Агдере
- Монумент «Воинам освободителям», посвященный участникам Карабахской войны
- Зал Славы в Агдере. Музей Карабахской войны